# Леонтичук, Александр Семёнович
Алекса́ндр Семёнович Леонтичу́к (29 января (10 февраля) 1908, Одесса, Российская империя — 22 декабря 1982, Москва, СССР) — один из непосредственных участников реализации Атомного проекта СССР в XX веке, руководитель ряда оборонных атомных предприятий страны в 1950-х — 1965 гг., Герой Социалистического Труда (1962), Лауреат Ленинской премии (1960), доктор технических наук (1969).

## Биография
Окончил Одесский химический институт (1929), инженер-химик.
В 1929—1951 гг. — на предприятиях химической промышленности, главный инженер Березниковского и Соликамского калийных комбинатов; в 1951—1952 гг. — заместитель начальника технического отдела режимного (т.е. в то время засекреченного) предприятия Свердловск-44 (начало реализации советского Атомного проекта); в 1952—1953 гг. — главный инженер сублиматного завода СХК в городе Томск-7; в 1953—1965 гг. — главный инженер, директор Сибирского химического комбината (город Северск Томской области); в 1965—1979 гг. — главный инженер — заместитель начальника IV-го Главного управления союзного министерства (Минсредмаш СССР) в Москве.
Под его руководством на Сибирском химическом комбинате осуществлён пуск ряда заводов системы СХК и аффилированных с ним: завод разделения изотопов урана (ЗРИ СХК), завод «ГидроЭнергоСнаб» (ЗГЭС), сублиматный завод (СЗ СХК) и радиохимический завод (РХЗ СХК). Пущены в эксплуатацию три атомных реактора, на химико-металлургическом заводе (ХМЗ СХК) был получен на производстве первый комплект специальных изделий — фактически с этого момента был выкован Ядерный щит СССР.
Родина высоко оценила вклад А.С. Леонтичука, присвоив ему в 1962 году звание Героя Социалистического Труда.
Вскоре Комбинат выполнил одну из главных задач державы по созданию сверхмощной советской термоядерной бомбы, успешно испытанной в 1961 году.
В 1962 году предприятие «Сибирский химический комбинат», за героический труд и достигнутые высокие практические производственные результаты по укреплению обороноспособности СССР, было награждено орденом Ленина.
Под руководством А.С. Леонтичука в середине 1960-х, впервые в СССР, был опробован на испытаниях и введён в эксплуатацию полигон подземного захоронения жидких радиоактивных технологических отходов (ЖРАО). А.С. Леонтичук участвовал в научном и техническом совершенствовании новых производств, под его руководством разработаны и внедрены новые технологические процессы и аппаратура, которые использовались на ряде предприятий атомного министерства.
Имеет 9 авторских свидетельств на изобретения. Автор печатных работ.

## Награды
Книга биографий «Герои атомного проекта» сообщает о наградах А.С. Леонтичука (до 1966):
Лауреат Ленинской премии (1960). Герой Социалистического Труда (1962) — золотая медаль «Серп и Молот» и орден Ленина (1962). 
Ордена: орден Ленина, два ордена Трудового Красного Знамени (1950, 1956), орден «Знак Почёта» (1944). Был награждён медалями СССР: «За доблестный труд в Великой Отечественной войне 1941—1945 гг.», «За трудовую доблесть», «За трудовое отличие». В 1970 году был награждён медалью «За доблестный труд. В ознаменование 100-летия со дня рождения Владимира Ильича Ленина» .

## Память
Именем Героя названа улица в Северске. На здании управления Сибирского химического комбината установлена мемориальная доска.